# Horisme minuata
Horisme minuata là một loài bướm đêm trong họ Geometridae.